# Estación Punta Chica
Punta Chica es una estación ferroviaria ubicada en el límite de las localidades de Victoria, partido de San Fernando y Beccar, partido de San Isidro, Provincia de Buenos Aires, Argentina.

## Servicios
Es una estación intermedia del servicio urbano del Tren de la Costa que se presta entre las estaciones Avenida Maipú y Delta. Fue parte del antiguo ramal Retiro-Delta cancelado a partir de la estación Bartolomé Mitre el 8 de noviembre de 1961.

## Imágenes

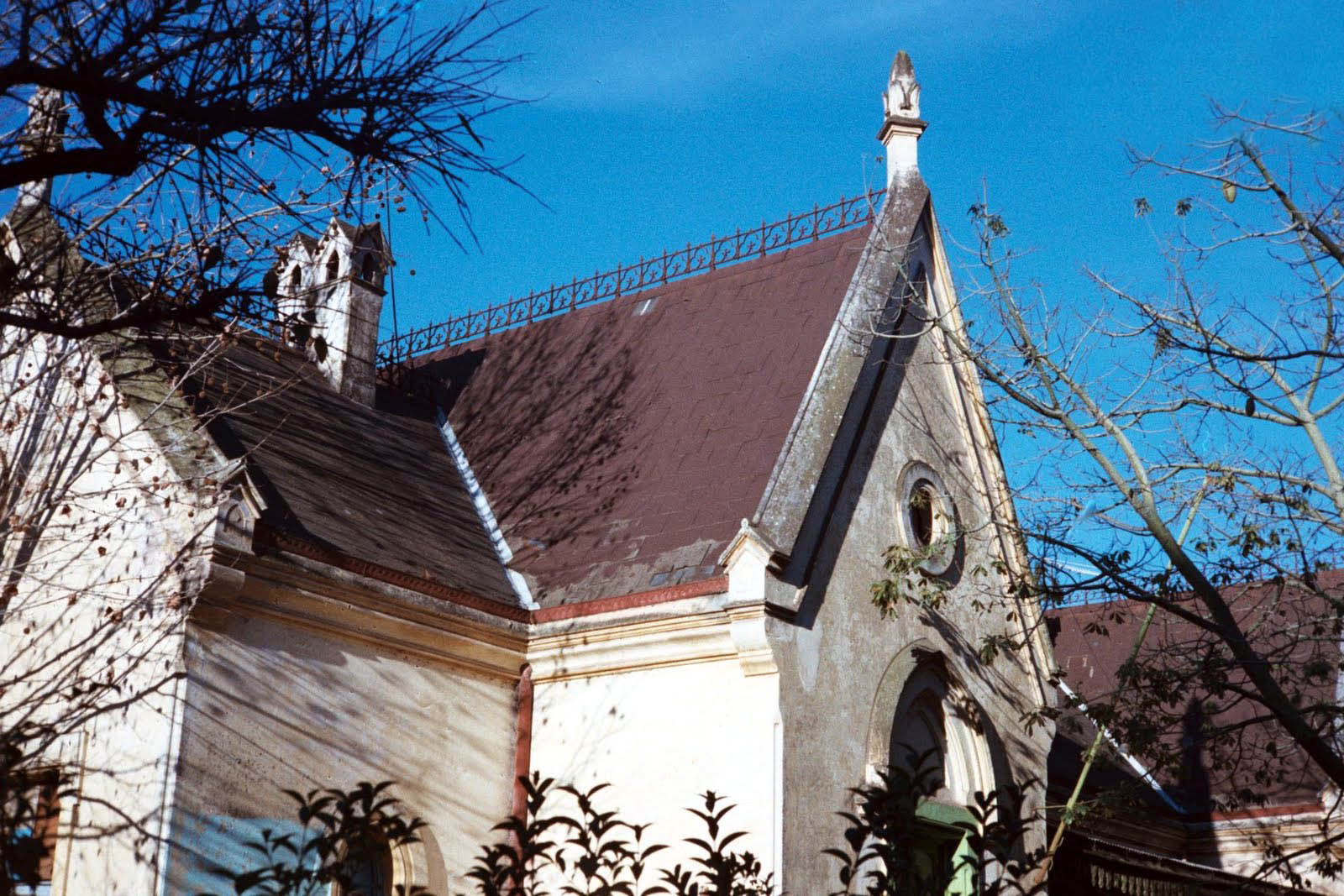
Estación Punta Chica Año 1980